# Пикколо, Оттавия
Отта́вия Пи́кколо (итал. Ottavia Piccolo; род. 9 октября 1949, Больцано, Трентино-Альто-Адидже) — итальянская актриса кино и телевидения, актриса озвучивания. 

## Биография
Родилась 9 октября 1949 года в Больцано.
В 1962 году исполнила свою первую роль, сыграв в телепостановке по повести Ф. М. Достоевского «Белые ночи», режиссёра Витторио Котаффави. Участвовала в основном в телевизионных проектах (сериалы, шоу и др.), иногда снимаясь и в кинофильмах. 
После роли Лидии в фильме «Серафино» снискала широкую популярность у публики. В 1980-е и 1990-е годы Оттавия занималась только работой на телевидении. 
В 2004 году сыграла роль психоаналиста в фильме «Ты знаешь Клаудию?» (итал. «Tu la conosci Claudia?») Массимо Веньера. 
Также озвучивала принцессу Лею в итальянской версии эпопеи «Звёздные войны».

## Награды
Получила несколько престижных премий за роль Эрсилии в фильме Мауро Болонини «Метелло» (1970 год), в том числе Приз за лучшую женскую роль на Каннском кинофестивале в 1970 году.

## Фильмография
- 2009 «Одним октябрьским вечером» (ТВ) («Una sera d’ottobre») — Даниэлле Пичинелли
- 2009 «I mostri oggi»
- 2006 «La moglie cinese» (сериал) — Джулия Бандарин
- 2004 «Ты знаешь Клаудию?» («Tu la conosci Claudia?») — Психоаналитик
- 2002 «Per amore» (ТВ)— Анита
- 2001 «Anche il sole tramonta dietro le quinte Anche il sole tramonta dietro le quinte» — камео
- 1999 «Karaoke»
- 1998 «Deux mamans pour Noël» (ТВ) — Мария
- 1995 «Bidoni» — Симона
- 1995 «Шагая в темноте» («Marciando nel buio») — Габриэлла Скарпа
- 1995 «Servo d’amore» (ТВ) — Servo d’amore
- 1994 «La colline aux mille enfants» (ТВ) — Марта Фонтэн
- 1993 «Il prezzo della vita» (ТВ)
- 1993 «Le ciel pour témoin» — Сюзанна
- 1993 «Долгое молчание» («Il lungo silenzio») — Роза
- 1991 «Condominio» — Аделаида
- 1991 «Se non avessi l’amore» (ТВ) — Аделаида Фрасетти
- 1991 «Barocco» — Сандра
- 1990 «Nel giardino delle rose»
- 1988 «Совесть Дзено» (ТВ) («La coscienza di Zeno») — Аугуста Мальфенти
- 1987 «Da grande» — Мать
- 1987 «Молодожены» («Sposi») — Федерика
- 1986 «Casa di bambola» (ТВ)
- 1986 «Семья» («La famiglia») — Аделина
- 1986 «Мино» (сериал) («Mino») — Энрика
- 1982 «L’ami(e) étranger» (ТВ) — Эдита / Незнакомка
- 1982 «La Biondina» (ТВ) — Аделина
- 1976 «Мадо» («Mado») — Мадо, молодая проститутка
- 1975 «Зорро» («Zorro») — Ортенсия Пулидо
- 1974 «Antoine et Sébastien» — Натали
- 1973 «История про Колино-юбочника» («L’histoire très bonne et très joyeuse de Colinot Trousse-Chemise») — Бергамотта
- 1972 «Uccidere in silenzio» — Валерия Корсини
- 1972 «Забавно смешно» («La cosa buffa») — Мария Боргетто
- 1971 «Bubù» — Берта
- 1971 «Trastevere» — Нанда
- 1971 «Жизнь Леонардо да Винчи» (ТВ) («La vita di Leonardo Da Vinci») — Беатриче д`Эсте
- 1971 «Вдова Кудер» («La veuve Couderc») — Феличи
- 1971 «Билет в один конец» («Un aller simple») — Тина
- 1971 «Un’anguilla da trecento milioni» — Маргерита «Тина» Теллини
- 1970 «Метелло» («Metello») — Эрсилия
- 1969 «Один из тринадцати» («12+1») — Стефанелла ди Сета
- 1968 «Faustina» — молодая крестьянка
- 1968 «Felicita Colombo» (ТВ)
- 1968 «Серафино» («Serafino») — Лидия
- 1966 «Madamigella di Maupin» — Нинон
- 1963 «Леопард» («Il gattopardo») — Катэрина
- 1963 «Il mulino del Po» (сериал)
- 1962 «Белые Ночи» (ТВ) («Le notti bianche»)